# Каљаве гуме
Каљаве гуме је  српска хумористичка ТВ серија снимана током 2020. године. Емитована је од 13. фебруара до 14. марта 2021. године на РТС 1.

## Радња
Ова романтична комедија је прича о београдској 60-годишњакињи Весни.
После смрти свог супруга она одлази да проведе неко време код сина и снаје који живе у Калифорнији. Син је успешан софтверски инжењер, а снаја јавни тужилац.
Имају двоје деце и кућну помоћницу коју су довели у Америку да би деца од малих ногу говорила српски.
После иницијалних проблема с уклапањем у амерички начин живота, Весна уз помоћ комшинице Пати открије интернет дејтинг и почиње да размењује поруке са мушкарцима из целе Америке.
Од свих јој се највише допадне Роберт који живи у Луизијани.

## Улоге
| Глумац              | Улога            |
| ------------------- | ---------------- |
| Горица Поповић      | Весна Јовановић  |
| Крис Малки          | Роберт Енрајт    |
| Бојан Жировић       | Стефан Јовановић |
| Јелена Ступљанин    | Дина             |
| Урош Вељковић       | Рајан            |
| Даница Костић       | Меги             |
| Аида Туртуро        | Пети             |
| Миодраг Крстовић    | Стаја Стајић     |
| Небојша Миловановић | свештеник        |
| Ана Сакић           | попадија         |
| Иван Михаиловић     | Павле            |
| Миона Марковић      | млада Весна      |
| Анђела Јовановић    | Наташа           |
| Јована Гавриловић   | Ема              |
| Тања Бошковић       | Мирјана          |
| Горан Султановић    | Бранко/Јован     |
| Олга Одановић       | гђа Петровић     |
| Ненад Ћирић         | Душко            |
| Бранка Шелић        | Љубица           |
| Славен Дошло        | Франсоа          |
| Дејан Дедић         | Кевин            |
| Љиљана Драгутиновић | свекрва          |
| Мирко Јокић         | млади Јован      |
| Невена Живановић    | млада Љубица     |
| Драгица Ракочевић   | Љубицина мајка   |
| Владимир Стојковић  | Марко            |
| Наталија Враголић   | Ешли             |
| Павле Гогић         | Логан            |
| Јована Милетић      | Бојана           |
| Дана Спаркс         | Џеси Меј Енрајт  |
| Вук Боројевић       | Медисон          |
| Арнауд Хамберт      | Уго              |
| Даринка Таталовић   | Анка             |
| Марко Јоцић         | таксиста         |
| Нина Салинен        | Марит            |
| Душан Илић          | свештеник        |
| Дејан Јефтић        | антиквар         |
| Добри Живковић      | Пиљар            |
| Кића Циглић         | пиљарка          |
| Микица Петронијевић | Скоти            |
| Пеги Марфи Едвардс  | стјуардеса       |
| Пол Мареј           | наставник        |
| Џонатан Боултинг    | Гери             |
| Амилија Хорн        | рецепциониста    |
| Рос Рејланд         | Џими             |
| Тоби Натанијел      | Борегард         |
| Бане Глуваков       | Калеб            |
| Милан Тополовачки   | Џони             |
| Мара Ћертић         | Тенер            |
| Џон Капело          | Калхун           |
| Хенри Јулаји        | пљачкаш          |
| Стефан Берд         | Каи              |
| Арно Умбер          | Хуго             |
| Алберто Галиндо     | таксиста         |
| Бранислав Сеничић   | возач чамца      |
| Еван Трач           | Хантер Дејвидсон |

## Епизоде
| Сезона | Сезона | Епизоде | Епизоде | Оригинално емитовање | Оригинално емитовање |
| Сезона | Сезона | Епизоде | Епизоде | Премијера            | Финале               |
| ------ | ------ | ------- | ------- | -------------------- | -------------------- |
|        | 1.     | 10      | 10      | 13. фебруар 2021.    | 14. март 2021.       |